# 宇宙の音楽
『宇宙の音楽』（Music of the Spheres）は、フィリップ・スパークが作曲したブラスバンド曲。また、同名の吹奏楽曲。日本語題として「天球の音楽」「天体の音楽」といった表記もある。

## 概要
イングランドのブラスバンド、ヨークシャー・ビルディング・ソサエティ・バンド（現ハモンズ・ソルテア・バンド (英語版)）の委嘱により、2004年にスコットランドで開催されたヨーロッパ・ブラスバンド選手権大会（European Brass Band Championships）での同バンドの自由選択曲として作曲された。
2004年5月1日にグラスゴーのロイヤル・コンサート・ホール（Glasgow Royal Concert Hall）で行われたヨーロッパ・ブラスバンド選手権大会での自由選択曲として、デヴィッド・キング（David King）の指揮で初演された。この演奏により、ヨークシャー・ビルディング・ソサエティ・バンドは同選手権大会6連覇を達成している。
古代ギリシアの数学者で哲学者のピタゴラスとその一派が唱えた「天球の音楽」に着想を得て、宇宙の創生から未来を音楽で描いた。
続けて演奏される7つの部分からなり、テナーホーンの独奏により宇宙の始まりを表す「t=0」、激しい「ビッグバン」、生まれたばかりの地球を描く静寂な「孤独な惑星」、地球に迫る危機である「小惑星帯と流星群」、宇宙全体が奏でているという「天球の音楽」と「ハルモニア」、そして宇宙の未来に想いを馳せる「未知なるもの」で壮大な終結を迎える。
演奏時間は約16分。
後に作曲者自身によって吹奏楽にも編曲された。吹奏楽版は、2005年6月3日に大阪市のザ・シンフォニーホールで、山下一史の指揮、大阪市音楽団の演奏により初演され、その年のウィリアム・レヴェリ作曲コンテストに優勝している。
楽譜は、スパークが起こしたイギリスのアングロ・ミュージック（Anglo Music Press）から2004年に出版された。

## 編成
英国式ブラスバンドの使用楽器・編成に基づく。
ただし、リピアノコルネットパートがなく、フリューゲルホルンが2本になっている。